# Plant Breeding Institute
Le Plant Breeding Institute était en centre de recherche scientifique britannique consacré à la sélection des plantes situé à Cambridge (Angleterre). Créé en 1912, il fut privatisé en 1987, une partie de ses activités étant reprises par le groupe privé Unilever sous le nom de Plant Breeding International Cambridge (PBIC).
Son activité fut initialement centrée sur l'amélioration génétique du blé tendre, puis étendue à d'autres cultures comme l'orge, l'avoine, la pomme de terre, la betterave sucrière, et les plantes fourragères. On lui doit la création de plus de 130 cultivars de plantes cultivées, notamment le blé 'Yeoman' dès 1916 et la pomme de terre 'Maris Piper' en 1963.